# 鷲見梓沙
鷲見 梓沙（すみ あずさ、1996年8月12日 - ）は、日本の陸上選手。豊川高等学校卒業。ユニバーサルエンターテインメント所属。

## 経歴
- 2012年12月、豊川高校で第24回全国高校駅伝出場、歴代最高記録で3区区間賞（チーム2位）。
- 2013年12月、関根花観（日本郵政グループ）、堀優花（パナソニック）らと臨んだ第25回全国高校駅伝では第5区(5km)区間2位、15分37秒で豊川高校4度目の全国制覇を果たす。
- 2014年1月、都道府県対抗女子駅伝では愛知県代表として2区を担当。1区の鈴木亜由子から1位と3秒差の3位で襷を受け、区間賞・優秀選手を獲得する好走でチームを1位に押し上げた（チーム総合順位は4位）[4]。なお、この時のタイム12分15秒は小林祐梨子に次ぐ区間歴代2位（当時）だった[5]。
- 2014年12月、第26回全国高校駅伝では前年と同じ第5区(5km)区間賞、15分42秒[2]だったが母校は6位に甘んじた。
- 2015年1月、全国女子駅伝で前年に続いて愛知県の2区を担当。1位の静岡と16秒差の7位で襷を受けたものの、6人抜きの快走でチームを1位に押し上げ、2年連続の区間賞を獲得した（チーム総合順位は4位）[6]。なお、この時のタイム12分13秒は前年自身の記録を上回る区間歴代2位（2016年現在）だった[5]。
- 社会人1年目の2015年8月、世界選手権北京大会では女子5000m予選第2組、16分13秒65で11着[7]